# Institut Laue-Langevin
Pour les articles homonymes, voir ILL.
L'Institut Laue-Langevin (ILL) est un organisme de recherche international situé sur le polygone scientifique de Grenoble. Créé en 1967 à la suite du traité d'amitié franco-allemand dit traité de l'Élysée, et nommé ainsi en l'honneur des physiciens Max von Laue (allemand) et Paul Langevin (français), il symbolise la réconciliation franco-allemande.
Cet institut spécialisé en sciences et technologies neutroniques exploite un réacteur à Haut Flux de neutrons pour la recherche. Son financement est assuré par treize pays. Il œuvre dans un vaste choix de domaines scientifiques comme la physique fondamentale, la physique des particules, la physique de la matière condensée, la biologie, etc. Institut de service, il accueille chaque année 1 500 scientifiques en provenance de quarante pays, offrant les faisceaux de neutrons les plus intenses au monde ainsi qu'une quarantaine d'instruments scientifiques de haute technologie. La future source European Spallation Source remplacera à long terme l'ILL comme infrastructure européenne de recherche en science neutronique après une période de recouvrement.

## Histoire
À la suite de la signature du traité de l'Élysée de 1963, une convention intergouvernementale de coopération scientifique entre la France et l'Allemagne est signée le 19 janvier 1967 pour construire un réacteur nucléaire de recherche. Le site choisi symbolise la réconciliation franco-allemande puisque Grenoble est l'une des cinq communes françaises Compagnons de la Libération, encore marquée par ses actes de Résistance. De plus le nom de l'avenue des Martyrs dans laquelle doit s'installer l'édifice rappelle un charnier de 48 cadavres découverts en août 1944 sur le polygone d'artillerie après le départ des troupes allemandes.
Les travaux démarrent en 1968 et l'année suivante voit le début de la construction du réacteur. Mais le 13 février 1970, le chantier est marqué par un tragique accident au cours duquel cinq ouvriers sont tués et deux autres gravement blessés dans l'effondrement partiel du toit. Le chantier s'achève au milieu de l'année 1971 et le réacteur rentre pour la première fois en divergence le 31 août. Sa puissance maximale de 57 MW thermiques est atteinte le 16 décembre 1971.
Le Français Louis Néel et l'Allemand Heinz Maier-Leibnitz ont eu une influence déterminante dans la conception et la réalisation de cet outil destiné à la recherche neutronique. Maier-Leibnitz prend la direction de l'institut en tandem avec le physicien français Bernard Jacrot jusqu'en 1972, première année d'utilisation du réacteur. Après de longues négociations, les deux pays fondateurs sont rejoints le 19 juillet 1974 par le Royaume-Uni.
À la mise en service en 1971, le sculpteur Jean-Robert Ipousteguy achève devant l'institut une sculpture monumentale appelée "L’accomplissement de l’homme vers son unité".

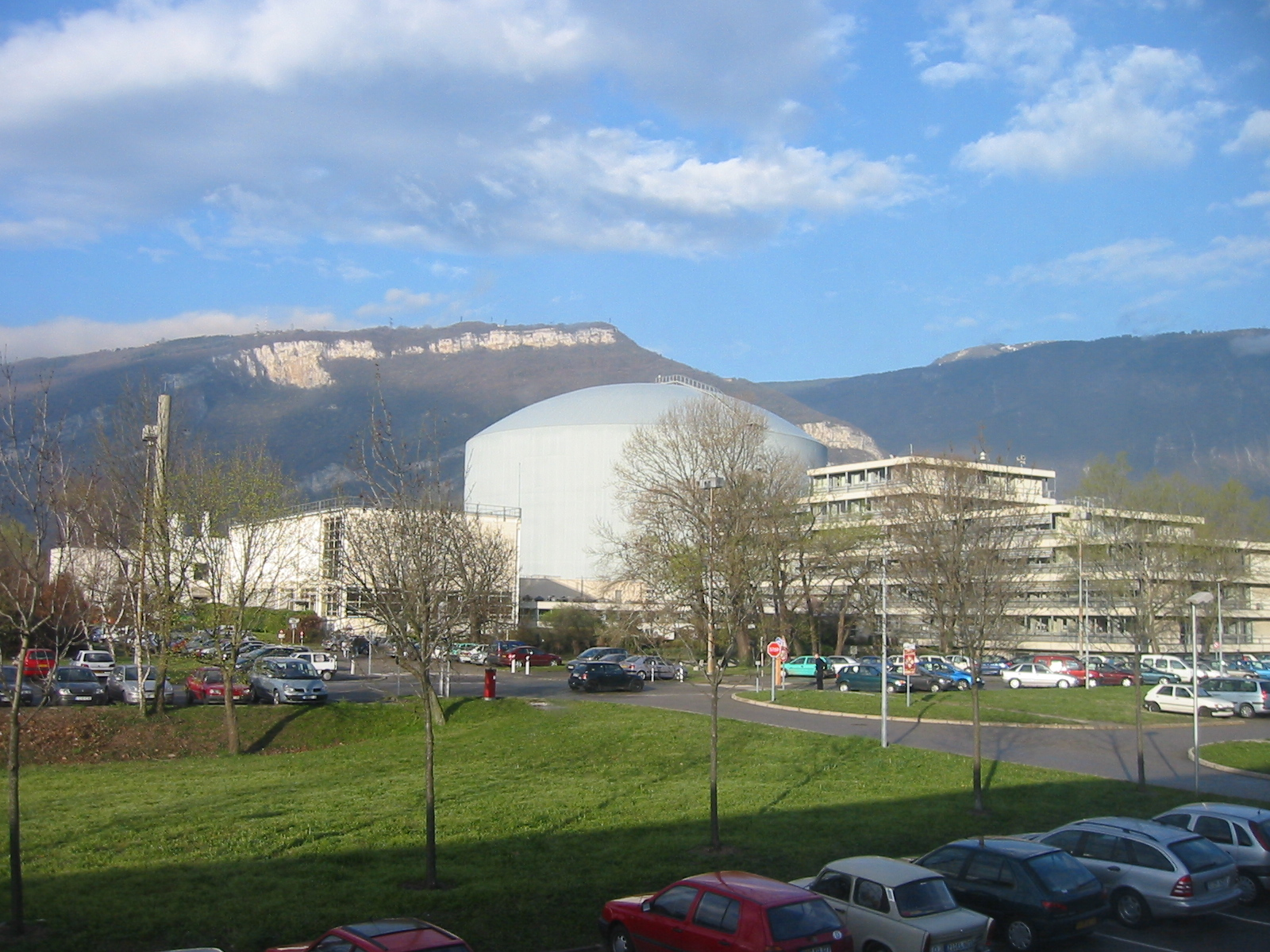
L'institut Laue-Langevin.

En mars 1991, des fissures sont repérées sur un élément en aluminium au sein du bidon d’eau lourde (D2O) du réacteur ce qui impose sa mise à l’arrêt. La décision est alors prise d'un remplacement complet de ce bidon de 7,7 mètres de haut, l’ancien est découpé sous eau par les équipes du réacteur et un nouveau est fabriquée en Allemagne. Il arrive à Grenoble début 1994 où il est installé dans sa piscine d’eau légère (H2O) de 18 mètres de profondeur et la divergence du réacteur remis à neuf intervient le 6 janvier 1995. C’est, à ce jour[Quand ?] le seul réacteur au monde à avoir été démantelé et reconstruit en 4 ans, ceci ayant été rendu possible par sa conception très particulière et par la réalisation des opérations, fort complexes, par le personnel même de l'institut.
Parallèlement, l'institut devient un peu plus européen avec des partenariats scientifiques se mettant en place avec d'autres États : Espagne en 1987, Suisse en 1988, Autriche en 1990, Italie en 1997, République tchèque en 1999, Suède en 2005, Belgique et Pologne en 2006, Danemark et Slovaquie en 2009. La Hongrie adhère de 2005 à 2013, l'Inde de 2011 à 2014.
Depuis le début, l’ILL consacre beaucoup d’efforts au développement de dispositifs d’environnement des échantillons (basses températures, hautes températures, hautes pressions, champs magnétiques intenses, humidité contrôlée, etc.) qui sont indispensables à la réalisation d’expériences scientifiques de plus en sophistiquées. On y développe également des optiques neutroniques innovantes (monochromateurs polarisants en alliage de Heusler, super-miroirs polarisants, polariseurs à hélium-3, etc.) qui donnent accès à de nouveaux domaines de recherche, mais aussi des détecteurs de neutrons aux caractéristiques uniques (multidétecteurs à fils dits “banane”, multidétecteurs à fils bimensionnels plats ou courbés, multidétecteurs microstrip, multidétecteurs “trench”, grands multidétecteurs à tubes hélium-3 à localisation, etc.) qui augmentent considérablement l’efficacité des instruments de neutronique.
Le 19 janvier 2017, une cérémonie se déroule au World Trade Center Grenoble devant les ambassadeurs des États membres et du secrétaire d’État à la recherche Thierry Mandon, afin de célébrer le 50e anniversaire de la création de l'institut. L'occasion est donnée au président de la métropole, Christophe Ferrari, de préciser que l'ILL représente 600 publications scientifiques par an et qu'une part importante des 100 millions d'euros de son budget annuel est injectée dans l'économie locale.
En septembre 2021 la convention intergouvernementale qui régit l'ILL est prolongée jusqu'en 2033 par la France, Le Royaume-Uni et l'Allemagne.

## Lieu d'implantation
L'institut est implanté sur le polygone scientifique de Grenoble. Lorsqu'au milieu des années 2000 naît l'idée de créer un campus d'innovation, sous l'impulsion de Jean Therme, directeur du CEA de Grenoble, l'ILL en est membre fondateur. GIANT (Grenoble Innovation for Advanced New Technologies) vise à rapprocher enseignement supérieur, recherche et innovation, et à faire de ce quartier le second campus grenoblois après celui du domaine universitaire de Grenoble installé à Saint-Martin-d'Hères. L'ILL est aussi membre de l'institut de recherche technologique Nanoelec ainsi que d'EIROforum, une collaboration entre huit des plus grandes infrastructures de recherche européennes.

## Campus européen

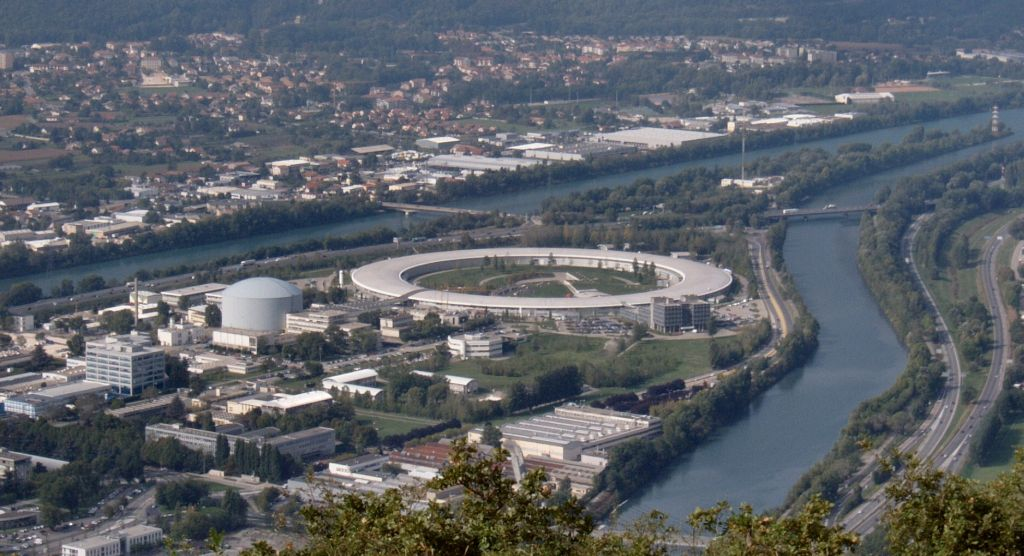
ESRF, Grenoble.

L'ILL partage son site avec l'European Synchrotron Radiation Facility (ESRF), le laboratoire européen de biologie moléculaire (EMBL) et l'Institut de biologie structurale (IBS). Ces quatre organismes dont trois européens composent l'European Photon and Neutron Science Campus (EPN).
Le 10 novembre 2017, avec l'inauguration à l'ESRF voisin du cryo-microscope le plus performant au monde en termes de résolution, l'ILL qui est partenaire du projet, dispose désormais d'un outil capable d'étudier des molécules encore difficilement observables jusqu'alors et qui pourrait permettre de trouver des solutions contre les épidémies humaines.
En 2018, le directeur de l'Institut Laue-Langevin annonce un nouveau partenariat entre son institut, son voisin l'ESRF et l'entreprise allemande OHB-System spécialisée dans le domaine spatial. Les capacités de ces centres de recherche en matière de caractérisation des matériaux permettront à ce secteur de pointe de faire de grands progrès techniques.

### Formation
En lien avec le synchrotron voisin, une formation annuelle est dispensée par l'université Grenoble-Alpes et l'Institut polytechnique de Grenoble aux étudiants, post-doctorants et scientifiques internationaux dans le domaine des neutrons, du rayonnement synchrotron ainsi qu'en physique de la matière condensée. Portant le nom d'Hercules, acronyme anglais de Higher European Research Course for Users of Large Expérimental Systems, cette formation théorique et pratique d'une durée d'un mois existe depuis 1991 et reçoit 80 étudiants formés par 150 enseignants pour comprendre et utiliser ces instruments très sophistiqués.

## Programmes de modernisation
L'institut lance en 2000 un programme de modernisation de ses équipements et détecteurs appelé Programme Millenium. Dans un premier temps entre 2001 et 2008, six nouveaux instruments scientifiques sont installés et huit autres sont modernisés. Dans un second temps entre 2008 et 2016, quatre nouveaux instruments sont installés et quatre autres modernisés. L'ensemble de ces deux phases représente un budget de 75 millions d'euros et a permis une augmentation moyenne de l'efficacité des instruments d'un facteur 25. En 2016, afin de maintenir le meilleur niveau de recherche mondial et d'offrir de nouvelles possibilités dans les domaines du magnétisme, de la science des matériaux, de la matière molle, de la biologie et de la physique des particules (spectroscopie gamma, neutrons ultra-froids, ...), l'institut lance un nouveau plan de modernisation dénommé Endurance. Il doit s'achever en 2023.

## Réacteur à Haut Flux (RHF)

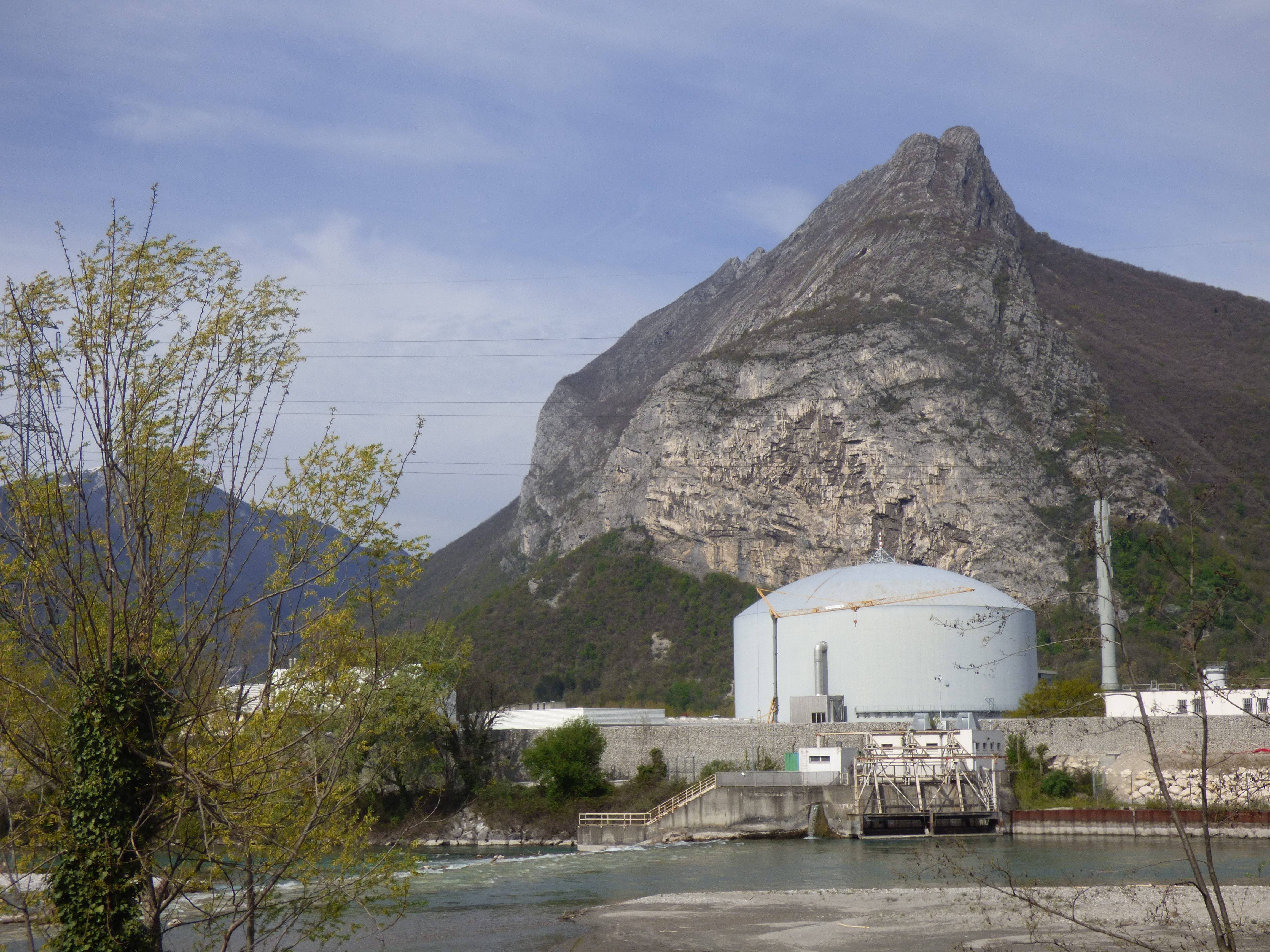
Prise d'eau sur le Drac de l'ILL, de l'ESRF et du laboratoire CNRS des champs magnétiques intenses

Il exploite un réacteur de recherche, le Réacteur à Haut Flux (RHF, INB no 67) d'une puissance de 58 MW, modéré à l'eau lourde, utilisé pour produire des faisceaux de neutrons. C'est la source de neutrons continue la plus intense du monde et c'est donc un instrument scientifique de tout premier ordre pour la communauté internationale.
Les neutrons permettent de sonder la matière avec un grand pouvoir de pénétration mais non destructif. Ils sont sensibles à la gravitation, au champ magnétique et interagissent directement avec le noyau des atomes et leur spin. Contrairement aux rayons X, ils sont particulièrement sensibles à des atomes légers comme l’hydrogène, or ce dernier joue un rôle essentiel dans les mécanismes biologiques, les pratiques, les batteries, etc.
Une quarantaine d'instruments scientifiques sont placés tout autour du cœur du réacteur, permettant des applications allant de la physique fondamentale à la biologie en passant par la cristallographie la chimie ou la science des matériaux.

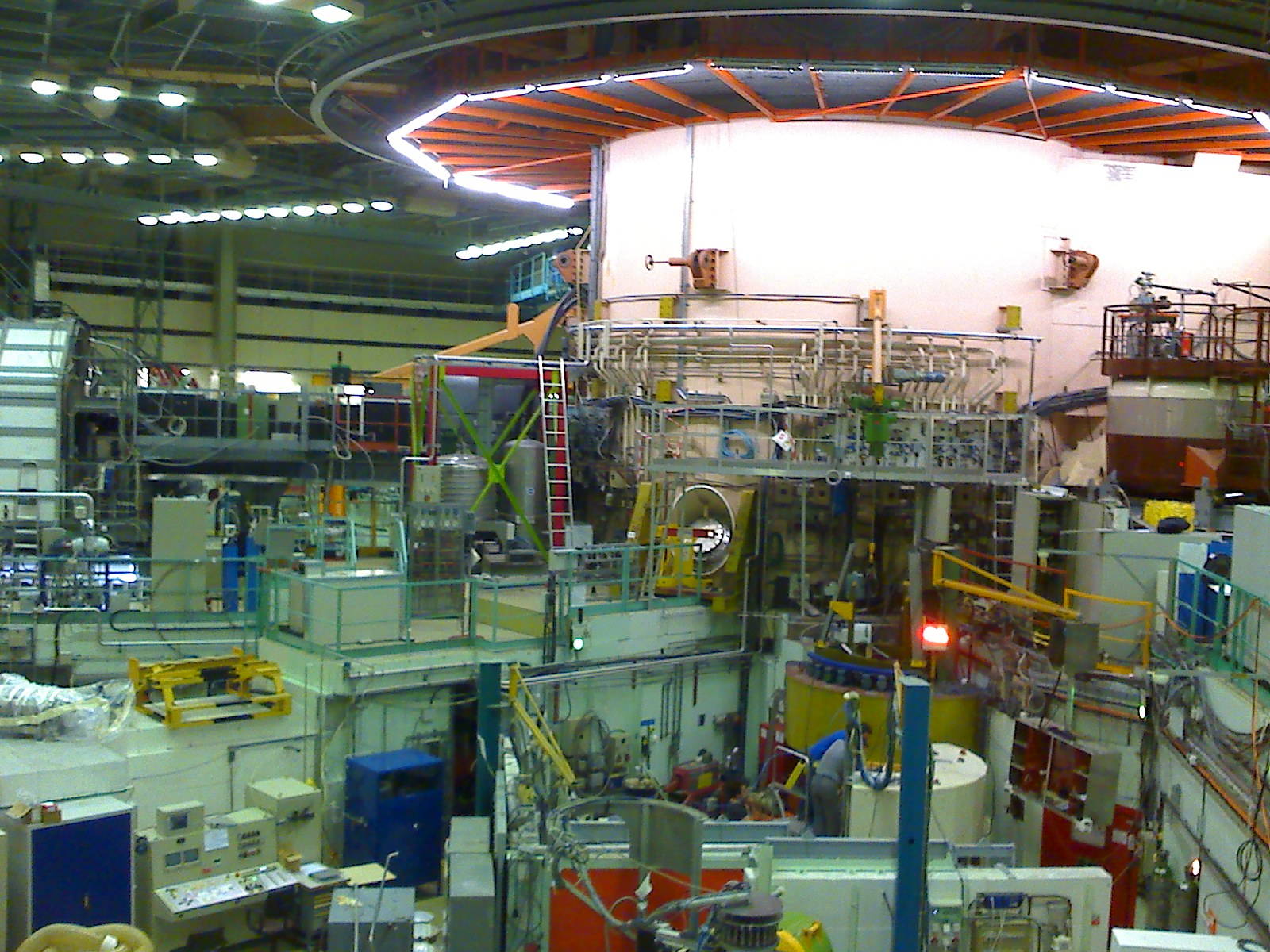
Hall du réacteur.

L'Institut Laue-Langevin est un institut de service : son rôle premier est de fournir du temps de faisceau de neutrons aux scientifiques utilisateurs, de passage pour leurs expériences. Ceux-ci obtiennent ce temps de faisceau, la mise à disposition du matériel adéquat, et l'expertise des scientifiques et techniciens sur place, après acceptation de leur proposition d'expérience par un comité d'experts scientifiques. Une expérience sur deux environ étant retenue.
Plus de 90 % des expériences sont réalisées par des chercheurs venant d'un institut, centre de recherche ou université de l'un des pays finançant l'institut. La sélection des expériences est effectuées sur la base de la qualité des propositions par un comité international. La part de la France est d'environ un tiers.
Les scientifiques de l'ILL ont un triple rôle. Service aux utilisateurs, de la préparation de l'expérience au traitement de ses données, développement permanent des instruments et équipements scientifiques, recherche pour leur propre compte. Ils ont également une double compétence dans leur domaine d'expertise (magnétisme, physique des particules, biologie, etc.) et en neutronique.
Après la fermeture du réacteur français Orphée à Saclay en 2019, l'ILL est devenu la seule source de neutrons pour la recherche fondamentale située en France.
Conformément à la réglementation l'ILL publie chaque année un rapport TSN, "Transparence et Sécurité Nucléaire". Ce rapport inclut l'ensemble des incidents déclarés sur l'installation, classés de 0 à 7 sur l'échelle INES. Dernier incident de niveau 1 en date : le 17 mai 2017, un élément combustible usé est resté bloqué dans sa hotte de manutention lors de son transfert dans la piscine, occasionnant une déclaration d'incident nucléaire de niveau 1 sur l'échelle INES.

## Résultats et applications des recherches
Les résultats de l'ILL sont largement diffusés dans les revues scientifiques internationales. Une sélection est disponible sur le site web de l'Institut Certains résultats de recherche peuvent être disponibles sur la chaîne YouTube de l'ILL.
En matière de physique expérimentale, l'utilisation des neutrons permet des recherches dans de nombreux domaines. Dans ce qui suit on ne donne qu’un aperçu de quelques résultats relativement récents et/ ou relayés dans les médias.

### Physique des particules
En physique des particules, le neutron peut servir soit de sonde, soit être lui-même le sujet d’étude.
Afin de découvrir des particules encore hypothétiques comme les axions, des expériences sont menées à l'Institut Laue-Langevin par spectroscopie de résonance gravitationnelle consistant à faire rebondir des neutrons ultra-froids le long d'un miroir pour observer leurs états quantiques d'énergie,.
L'expérience STEREO (STErile REactor Oscillation) visait à découvrir l'existence d’une nouvelle particule élémentaire, un neutrino dit "neutrino stérile” prévu par la théorie pour expliquer le déficit de neutrinos constaté auprès des réacteurs nucléaires. Pour cela il a fallu observer l'oscillation des neutrinos à courte distance entre leurs 4 états. Le dispositif expérimental, fruit d'une collaboration internationale, a été conçu à l'IRFU de Saclay. L'expérience effectue sa première campagne de mesure en 2016-2017 puis se poursuit jusqu'en 2020. En 2022 une analyse complète des mesures (107 000 neutrinos détectés) exclut presque complètement toute existence de ce 4e neutrino hypothétique.
Mais les résultats de STEREO ne s’arrêtent pas là. Une analyse fine des données a permis de placer des contraintes sur l’éventuelle capacité des neutrons à faire des passages temporaires par un univers parallèle que les théoriciens appellent “brane” et qu’ils ont imaginé pour expliquer notre incapacité à observer la matière noire. Enfin STEREO a aussi permis de montrer que les valeurs de certaines constantes nucléaires sont probablement partiellement erronées.
L’expérience STEREO fait appel aux résultats obtenus dans les années 1980 par Klaus Schreckenbach sur l’instrument BILL de l’ILL.
En 2016, l'institut a été le lieu d'une expérience visant à vérifier si des neutrons pouvaient passer de notre univers vers un univers parallèle, mais l'expérience n'a pas été concluante. Les résultats obtenus sont cependant archivés sur le site d'arXiv puis publiés dans les Physics Letters B. D'autres expériences similaires se sont renouvelées plus tard, ce fut notamment le cas en 2021,.
L'ILL est aussi le lieu d'observations de désintégration (disparition) de neutrons à l'intérieur de bouteilles aux parois magnétiques afin de déterminer combien de temps peut vivre un neutron en dehors d'un atome. Mais contre toute attente, des différences significatives et inexpliquées de 8,4 secondes entre deux types d'expériences mènent les chercheurs à faire un lien entre cette disparition et la matière noire. Cependant, en mai 2018, le physicien William Marciano (de) doute de ce lien entre disparition des neutrons et matière noire. L'expérience PERKEO III menée à l'ILL a montré que ce lien n'existe pas,
Dans le cadre de la compréhension de la matière noire et de l'énergie noire, une étude menée en 2018 par l'université de Vienne utilise la source de neutrons ultra-froids « PF2 » de l'ILL afin de déterminer l'existence d'une hypothétique particule appelée symmétron. Mais l'expérience d'une précision extrême (2 × 10−15 eV) et menée durant cent jours ne permet pas de mettre en évidence ces particules,,. Cependant, pour les physiciens, il est encore trop tôt pour exclure totalement leur existence et seules d'autres expériences pourront éventuellement le faire.
En 2021, la dualité onde-corpuscule également appelée "superposition quantique" a été mesurée sur l'instrument S18 de l'ILL. Les chercheurs de l'Université de Vienne et de l'ILL ont réussi à mesurer la position d'un seul neutron et ont constaté que la particule avait bien emprunté deux chemins différents au même moment.

### Physique de la matière condensée
La plus grosse part des instruments de l'ILL lui sont consacrés et les recherches qui sont faites couvrent des domaines aussi variés que l'étude des gaz, des liquides (solutions, métaux fondus, surfusion, etc.), les matériaux amorphes, les poudres, les cristaux, les matériaux magnétiques et/ou supraconducteurs, les multiferroïques, les polymères, les colloïdes, les matériaux biologiques, la dynamique des réactions chimiques, etc., sans oublier l'étude de la résistance de dispositifs mécaniques ou l'étude d'objets ou matériaux anciens. Ce qui suit n'est qu'un aperçu incomplet.

### Médecine
Le réacteur de l'institut permet la production de radioisotopes qui sont un excellent moyen utilisé en médecine nucléaire pour le traitement des cancers métastasés. C'est le cas du terbium, une terre rare qui produit des rayonnements alpha, bêta ou gamma, et même des électrons Auger. En partenariat avec d'autres institutions, l'ILL travaille sur la fabrication et les essais cliniques du terbium-161, un nouveau radio-isotope à utilisation clinique promettant de tuer plus efficacement les cellules cancéreuses que d’autres radio-isotopes analogues actuellement en utilisation clinique.
| Dendrite Soma Axone Noyau Nœud de Ranvier Terminaison axonale Cellule de Schwann Myéline |

La technique de diffraction de neutrons sur la matière a permis en 2014 d'étudier à l'ILL la structure de la myéline avec une très grande précision et de comprendre les pathologies des couches entourant les nerfs. En utilisant un isotope de l'eau (eau lourde D2O), des chercheurs du Boston College ont pu déterminer la vitesse de déplacement de l'eau dans la gaine de myéline. Les résultats ont montré que les échanges d'eau dans le système nerveux périphérique étaient presque deux fois plus rapides que dans le système nerveux central,.
En 2015, une publication dans la revue Proceedings of the National Academy of Sciences informe qu'une collaboration internationale à laquelle ont participé des chercheurs de l'ILL a mis en évidence que le mouvement des molécules d'eau pourrait constituer un marqueur indirect de la présence de fibres amyloïdes tau. Ces fibres étant directement impliquées dans le développement de la maladie d'Alzheimer, leur détection pourrait ainsi permettre un diagnostic précoce de la maladie,,.
En 2018, l'enzyme PKG II (protéine kinase G II) associée au cancer de l'estomac et à l'ostéoporose, ainsi que son processus d'activation ont été observés en détail pour la première fois, grâce à la cristallographie neutronique utilisée à l'ILL. Les résultats de cette collaboration mondiale qui va faire évoluer la compréhension de ces mécanismes devraient aboutir à développer de nouveaux traitements contre ces deux maladies,.
En avril 2020, l'ESRF, l'IBS et l'EMBL voisins joignent leurs forces à l'ILL dans la lutte contre la maladie à coronavirus 2019. En juillet 2021, la revue Scientific Reports révèle que l'ILL, l'IBS, l'Institut Paul Scherrer et l'Australian Nuclear Science and Technology Organisation (en) (ANSTO) ont découvert grâce à la réflectométrie neutronique comment la protéine Spike du covid-19 provoque l’arrachement des lipides des cellules pulmonaires humaines.

### Biologie
En 2013, des chercheurs britanniques et français ont utilisé les faisceaux de neutrons de l'institut afin de mettre au point une nouvelle méthode à fiabilité élevée pour visualiser les empreintes digitales laissées sur des surfaces métalliques,,.
En été 2016, à l'aide d'une technique d'imagerie par rayonnement à neutrons, une équipe de l'Institut de biologie structurale, de l'Institut Max-Planck de biologie cellulaire et de l'Institut Laue-Langevin démontre qu'une molécule appelée éctoïne est utilisée par la bactérie halomonas titanicae dans l'épave du Titanic afin de survivre à la pression osmotique que provoque le sel de l'eau de mer sur ses membranes,,. Cette bactérie qui ronge les restes du paquebot pourrait faire disparaître progressivement l'épave à l'horizon de 2030.

### Matériaux
En décembre 2014, des chercheurs de l'institut Laue-Langevin associés à ceux de l’université de Göttingen publient leurs résultats dans la revue Nature concernant la découverte de la 17e forme de glace, la glace XVI,,.
En 2017, une équipe de chercheurs de l'université de Warwick associée à l'entreprise sidérurgique Tata Steel met en évidence grâce à l'instrument d'imagerie des déformations (SALSA) de l'ILL que les points de soudure de l'acier au bore présentent une dureté réduite du fait de la chaleur de la fusion, affectant directement la durée de vie du matériau. Les chercheurs s'engagent à trouver des méthodes de soudage alternatives pour l'industrie automobile comme le soudage par impulsions magnétiques.
L'ILL dévoile en 2017 dans la revue scientifique Nature sa collaboration avec des universités européennes sur la recherche d'aimants moléculaires qui pourraient être utilisés dans l'avenir pour l'informatique quantique.

## Prix et distinctions
Norman Foster Ramsey a été co-lauréat du prix Nobel de physique en 1989 pour la méthode des champs oscillatoires séparés et ses applications (dans les horloges atomiques par exemple). Ses recherches axées sur la découverte du moment dipolaire électrique du neutron ont souvent été basées sur les nombreuses mesures qu’il a effectuées à l’ILL.
Le physicien britannique Duncan Haldane qui a travaillé à l'institut de 1977 à 1981 reçoit en 2016 le Prix Nobel de physique avec John M. Kosterlitz et David J. Thouless pour leurs travaux sur les transitions des phases topologiques dans la matière,.
Philippe Nozières (1930-2022), principal animateur du groupe théorie de l'ILL, était Professeur au Collège de France, Académicien des Sciences, membre de la National Academy of Sciences aux États-Unis depuis 1991, et cumulait les distinctions de prestige : prix Wolf, Médaille d'or du CNRS ...

## Effectifs
En 2010, l'institut employait 489 personnes dont 70 chercheurs, une vingtaine de doctorants, plus de 200 techniciens, 50 administratifs et 60 spécialistes de l'exploitation et de la sûreté. Son personnel comptait environ 65 % de Français, 12 % d'Allemands et 12 % de Britanniques.
Au 31 décembre 2021, ses effectifs sont de 563 personnes dont 70 % de Français, 7 % d'Allemands et 5 % de Britanniques.
Chaque année, environ 1 500 chercheurs venus de quarante pays utilisent la source de neutrons de l'ILL, pour un total d'environ 800 expériences par an,.

## Organisation

### Direction générale
| Mandat    | Nom                                    | Pays d'origine               | Note                                         |
| --------- | -------------------------------------- | ---------------------------- | -------------------------------------------- |
| 1967-1972 | Heinz Maier-Leibnitz et Bernard Jacrot | Allemagne de l'Ouest, France | mandat jusqu'en 1973 pour Bernard Jacrot     |
| 1972-1975 | Rudolf Mössbauer                       | Allemagne de l'Ouest         | co-lauréat du prix Nobel de physique en 1961 |
| 1975-1980 | John White (en)                        | Royaume-Uni                  |                                              |
| 1980-1982 | Tasso Springer                         | Allemagne de l'Ouest         |                                              |
| 1982-1985 | Brian Fender                           | Royaume-Uni                  |                                              |
| 1986-1989 | Wolfgang Gläser (de)                   | Allemagne de l'Ouest         |                                              |
| 1989-1991 | Peter Day (en)                         | Royaume-Uni                  |                                              |
| 1991-1994 | Jean Charvolin                         | France                       |                                              |
| 1994-1997 | Reinhard Scherm (de)                   | Allemagne                    |                                              |
| 1998-2001 | Dirk Dubbers (en)                      | Allemagne                    |                                              |
| 2001-2006 | Colin Carlile                          | Royaume-Uni                  |                                              |
| 2006-2011 | Richard Wagner                         | Allemagne                    |                                              |
| 2011-2014 | Andrew Harrison                        | Royaume-Uni                  |                                              |
| 2014-2016 | William Stirling                       | Royaume-Uni                  | directeur de l'ESRF de 2002 à 2008           |
| 2016-2021 | Helmut Schober                         | Allemagne                    | directeur de l'ESS depuis 2021               |
| 2021-2023 | Paul Langan                            | Royaume-Uni                  |                                              |
| 2023-     | Ken Andersen                           | Danemark                     |                                              |

### États membres
Les pays membres associés de l'ILL sont au nombre de trois : Royaume-Uni, Allemagne et France. Ensemble ils prennent les principales décisions concernant la vie de l'ILL. Onze autres pays sont partenaires scientifiques, avec des contributions plus modestes mais qui donnent un accès privilégié à leurs scientifiques. La Russie a été membre associée à partir de 1996, avant de se retirer. L'Inde y est également entré en 2011 puis s'est retiré en 2016. Le dernier pays a y être entré est la Slovénie en août 2020.
Les États membres associés et leur contribution financière entre parenthèses sont :
- France (25 %)
- Allemagne (25 %)
- Royaume-Uni (25 %)

Ils sont rejoints par des associés scientifiques qui se répartissent 25 % de la contribution :
- Italie
- Espagne
- Suisse
- Belgique
- Slovaquie
- Danemark
- Autriche
- Pologne
- République tchèque
- Slovénie
- Suède

Malgré le Brexit le Royaume-Uni souhaite poursuivre sa collaboration avec les centres de recherche comme l'institut Laue-Langevin . En septembre 2021, un protocole d'accord est signé par les trois pays membres associés pour financer l'institut jusqu'en 2033.

## Accès
L'accès de l'ILL et du campus EPN se situe au 71 avenue des Martyrs. En transports en commun, l'institut est desservi par le terminus de la ligne B du tramway, ainsi que par les lignes de bus C6, 22 et 54.